# Joshua Ubico
Joshua Ubico (San Juan Ostuncalco, Quetzaltenango, Guatemala; 13 de junio de 1999) es un jugador de fútbol que actualmente milita en el club Deportivo Xinabajul de la Liga Nacional de Guatemala.

## Trayectoria
Joshua Ubico hizo su debut en el club Xelajú Mario Camposeco en 2020 se desempeña como Volante mixto. A pertenecido al Xelajú Mario Camposeco desde 2018. En una entrevista para ESPN, Joshua Ubico reveló que cuando tenía 10 años de edad, tuvo que irse a los Estados Unidos junto a sus padres, sin embargo, al pasar el tiempo llegó el momento de tomar decisiones que marcarían su futuro. A los 17 años, estuvo a punto de comenzar en la Universidad en  Salt Lake City,  Utah. Sin embargo, su familia decidió regresar ese tiempo a Guatemala, y Joshua quien en ese momento jugaba en tierras americanas, tomó la decisión de entrenarse con  Xelajú M.C. para llegar bien físicamente luego de las vacaciones.
Joshua se lesionó en un entrenamiento (ruptura del injerto de ligamento cruzado) en agosto de 2021, lesión que lo mantendría fuera de las canchas hasta su regreso al fútbol profesional el 28 de enero para el torneo clausura 2023 en la jornada 2 frente al Deportivo Iztapa en un partido donde Xelajú Mario Camposeco ganaría 3-0

## Clubes
| Club                  | País      | Año       |
| --------------------- | --------- | --------- |
| C. S. D. Xelajú M. C. | Guatemala | 2018-2023 |
| Deportivo Xinabajul   | Guatemala | 2024-Act. |

## Palmarés

### Campeonatos nacionales
| Título             | Club      | País      | Año  |
| ------------------ | --------- | --------- | ---- |
| Torneo de Clausura | Xelaju MC | Guatemala | 2023 |